# Yalelås
En Yalelås (eller cylinderlås) er en låsetype opfundet 1848 af amerikaneren Linus Yale (1821-1868). Det er en kombinationslås med drejelig cylinder. Oprindelig var den dirkefri, men teknologien har overhalet den i dens oprindelige version. I dag findes den med forskellig nøgleprofil med 5 eller 7 stifter og i en mere sikker version med en dobbelt række stifter.
| Maskiner | Spire Denne artikel om maskiner, maskindele og apparater er en spire som bør udbygges. Du er velkommen til at hjælpe Wikipedia ved at udvide den. |